# Northcott (Devon)
Pour les articles homonymes, voir Northcott.
 (mai 2023).
Northcott est un village et une paroisse civile du Devon, situé dans le sud-ouest de l'Angleterre. 